# 민털꼬리보알라보
민털꼬리보알라보 또는 북부보알라보(Voalavo gymnocaudus)는 붉은숲쥐과에 속하는 설치류의 일종이다. 마다가스카르섬 북부의 고지대에서 발견된다.